# Наср II Самані
Наср II Щасливець (*نصر‎, 906 — 6 квітня 943) — володар (емір) Саманідської держави у 914–943 роках. Повне ім'я Хасан Наср ібн Ахмад бін Ісмаїл Самані.

## Життєпис
Походив з династії Саманідів. Син еміра Ахмада. Народився у 906 році. У 914 році батька Насра було вбито. Втім фактичним правителем держави став регент Абу Абд-Аллах аль-Джайхані. Однак того ж року проти еміра Насра II повстав родич Ісхак ібг Ахмад разом з синами. Їх війська зуміли заволодіти Хорасаном та Сістаном. Лише у 915 році аль-Джайхані зумів завдати поразки Ісхаку та його синами, які зрештою загинули або були страчені.
Скориставшись цим розгардіяшем у Саманідів, армія Аббасидів захопила Сістан, а Хасан аль-Утруш з династії Алідів підкорив Табаристан, Гурган і Рей. У 919 році повстав Хасан Марварруді, намісник провінції Хорасан. Втім, цей заколот доволі швидко придушено. Але після цього військовик Ахмад ібн Сахл повстав у Нішапурі та Мерві. Проте незабаром війська Саманідів перемогли ібн Сахла, який потрапив у полон. 921 року було відбито атаку Зайдідів на Хорасан.
У 922 році Наср II відсторонив від влади аль-Джайхані. У 928 році війська Насра відвоювали Табаристан у династії Алідів. 929 року емір відправив війська до Гургану, який було знову підкорено. У 930 році проти Насра II повстали брати на чолі із Яґ'я ібн Ахмада. Втім візиру Абу'л-Фазіль аль-Бал'амі вдалося придушити це повстання. Але цією ситуацією скористалися дейлеміти, які захопили Табаристан, Гурган, східний Хорасан. Проте вже 931 року дейлеміти відступили з цих провінцій.
У 933 році відправив війська до Гургану, на який претендував рід Зійридів на чолі з Мардавіджем. Боротьба з ним тривала до 935 року. Завдяки цьому було підкорено Гурган. Разом з тим розпочалася тривала боротьба у Табаристані, на який претендували місцеві тюркські та іранські роди. Успіху Саманідів сприяв союз Насра II з династією Буйїдів. Зрештою могутній рід Зійридів визнав свою залежність від Саманідів.
У 939 році знову повстали Гурган й Табаристан, куди Наср II відправив війська. У 940 році ворохобників було розбито та знищено. У 943 році був змушений зректися влади за свою прихильність до карматів. Помер незабаром після цього від сухот. Наслідував його син Нух.